# Joan Canals Cunill
Joan Canals Cunill (Badalona, 22 de juny de 1928 - 1 de març de 2018) va ser un jugador de bàsquet català, entrenador i formador vinculat a diferents equips històrics de Badalona i Barcelona.
Va començar la seva trajectòria professional als 16 anys, debutant en el conjunt parroquial del Sant Josep de Badalona. Allà hi va jugar durant sis anys, fins que el 1952 va fitxar pel Joventut de Badalona, on va guanyar dues Copes del Generalíssimo: Valladolid 1953 (41-39) y Barcelona 1955 (59-44). L'any 1956 va fitxar pel Barcelona amb el qual va aconseguir doblet en la temporada 1958-59. Va ser un dels protagonistes de la primera edició de la Lliga Nacional, disputada el 1957, amb el FC Barcelona. El 1960 va passar a ser entrenador-jugador del conjunt blaugrana, dirigint l'equip a la Copa d'Europa.
Després que el president Enric Llaudet desmantellés la secció de bàsquet del Barcelona, Joanet va seguir jugant al Barça, tot i que en categories inferiors, sent ell i Valbuena els únics jugadors que van seguir a l'equip. El 1961, amb 33 anys, es va retirar de la pràctica activa del basquetbol. És llavors quan va exercir d'entrenador tant del Joventut com del Barcelona. El 1977 va ser el primer director de l'Escola de Bàsquet del Joventut de Badalona. Al desembre de 2013, el Joventut li va fer un acte de reconeixement a Joanet per agrair l'esforç i la dedicació.
Va ser 24 vegades internacional amb la selecció espanyola, participant en els Jocs del Mediterrani de 1955, on va guanyar la medalla d'or, i en l'eurobàsquet de 1959.